# هانس هدتفت
هانس هدتفت (انگلیسی: Hans Hedtoft؛ زادهٔ ۲۱ آوریل ۱۹۰۳ – درگذشته ۲۹ ژانویه ۱۹۵۵) یک سیاست‌مدار اهل دانمارک بود.